# Droseró (ort i Grekland, Mellersta Makedonien)
Droseró är en ort i Grekland.   Den ligger i prefekturen Nomós Péllis och regionen Mellersta Makedonien, i den norra delen av landet, 300 km norr om huvudstaden Aten. Droseró ligger 23 meter över havet och antalet invånare är 523.
Terrängen runt Droseró är varierad. Runt Droseró är det ganska tätbefolkat, med 96 invånare per kvadratkilometer. Närmaste större samhälle är Giannitsá, 13,8 km öster om Droseró. Trakten runt Droseró består till största delen av jordbruksmark.